# Andinosaura vieta
Andinosaura vieta — вид ящірок родини гімнофтальмових (Gymnophthalmidae). Ендемік Еквадору.

## Поширення і екологія
Andinosaura vieta мешкають на західних схилах Еквадорських Анд. Вони живуть у вологих гірських тропічних лісах. Зустрічаються на висоті від 1600 до 1900 м над рівнем моря.

## Збереження
МСОП класифікує цей вид як вразливий. Andinosaura vespertina загрожує знищення природного середовища.